# Équipe de Belgique de hockey sur gazon en 2021
Maillots
Chronologie
Saison précédente Saison suivante
Du 5 février au 28 novembre 2021, l'équipe de Belgique de hockey sur gazon participe aux trois matchs restants de la Ligue professionnelle 2020-2021, l'Euro 2021, les Jeux olympiques 2020 et les quatre premiers matchs de la Ligue professionnelle 2021-2022.

## Objectifs
Les objectifs de cette saison 2021 sont:
- De gagner la Ligue professionnelle 2020-2021.
- De se qualifier pour l'Euro 2023 ainsi que Coupe du monde 2023.
- De gagner les Jeux olympiques 2020.

## Résumé de la saison
Le 13 janvier 2021, c’est avec un groupe de 24 joueurs que Shane McLeod et son staff s’envoleront à Las Palmas (Iles Canaries), ce samedi matin pour leur stage hivernal qui marquera le coup d’envoi de la dernière ligne droite vers les Jeux de Tokyo.
Le 2 février 2021, Shane McLeod a conservé un groupe de 24 joueurs pour cette double confrontation. Maxime Plennevaux, blessé (déchirure ischio gauche), est rentré directement en Belgique tout comme Maxime van Oost, qui avait rejoint l’équipe pour les 10 derniers jours de stage à Las Palmas.
Le 5 février 2021, Sébastien Dockier a honoré sa 200e sélection sous le maillot belge en inscrivant un doublé contre l'Espagne, à Valence. Cette première rencontre a été remportée (2-3) en assurant l'essentiel. Le lendemain, John-John Dohmen a honoré sa 400e sélection sous le maillot belge. Cette deuxième rencontre a été gagnée (0-2) grâce à un grand Vincent Vanasch, auteur d'un arrêt du stroke de Xavi Lleonart.
Le 15 mai 2021, en raison des difficultés de déplacement liées aux mesures contre la Covid-19, les doubles confrontations de Pro League entre la Belgique et l’Argentine, prévues les 22 et 23 mai à Anvers, sont reportées (pour ne pas encore dire annulées…).
Le 25 mai 2020, Shane McLeod a dévoilé sa sélection pour l'Euro 2021, Sébastien Dockier remplace Emmanuel Stockbroekx, toujours en convalescence.
Le 28 mai 2021, le roi Philippe est venu à la rencontre de l'équipe nationale déjà championne professionnelle en raison de la pandémie de Covid-19.
Le 30 mai 2021, Déclarés vainqueurs de la 2e édition de la Pro League avant même leur duel dernier face aux Pays-Bas, les joueurs belges souhaitaient terminer leur campagne sur un dernier succès – le 10e en 14 rencontres – mais surtout marquer les esprits à une semaine du coup d’envoi du Championnat d’Europe à Amsterdam. Privés d'Arthur de Sloover, blessé à la hanche, ils s'inclinent (0-4).
Le 4 juin 2021, l'équipe devra sans doute se passer des services de Nicolas de Kerpel pour les 2 premières rencontres du tournoi face à l’Espagne, et à l’Angleterre. L’Anversois souffre d’une petite contracture aux ischios depuis la dernière rencontre de Pro League, face aux Pays-Bas, dimanche dernier.
Le 5 juin 2021, Loïck Luypaert et Tom Boon ont honoré leurs 250e et 300e sélections sous le maillot belge. Cet Euro a bien débuté avec une victoire contre l'Espagne (4-2), grâce à un doublé de Tom Boon. Le lendemain, en trébuchant (1-2) face à l'Angleterre, les Red Lions cèdent leur 1re place mondiale à l'Australie. Deux jours plus tard, les Red Lions, privés de Sébastien Dockier souffrant d'une douleur aux ischios, et avec Nicolas de Kerpel de retour de blessure, se qualifient pour les demi-finales face aux Pays-Bas après leur victoire en roue libre (9-2) face à la Russie, grâce notamment à un triplé d'Alexander Hendrickx et à un double du magicien Florent van Aubel. Deux jours plus tard, les Red Lions sont une nouvelle fois face aux Pays-Bas en demi-finale dans le cadre d'un derby des plats pays, après leur partage (2-2), ils perdent à nouveau face au pays hôte aux shoots-outs (3-1) et accèderont pas à leur 3e finale consécutive. L'équipe jouera la médaille de bronze face à l'Angleterre. Deux jours plus tard, les Red Lions remportent la médaille de bronze en s'imposant (3-2) face à l'Angleterre et Tom Boon finit meilleur buteur de la compétition comme son adversaire Sam Ward avec 6 buts marqués.
Le 24 juin 2021, Shane McLeod a annoncé sa sélection pour les JO 2020, Thomas Briels sera quant à lui réserviste.
Le 24 juillet 2021, pour leur entrée en matière dans le tournoi olympique, c’est un duel de prestige qui attendait les protégés de Shane McLeod qui retrouvaient sur leur route les récents champions d’Europe, les Pays-Bas. Cette rencontre est remportée (3-1) grâce à un triplé d'Alexander Hendrickx. Deux jours plus tard, après un premier succès extrêmement convaincant face aux Pays-Bas, samedi, en ouverture du tournoi olympique, les Belges voulaient confirmer leurs bonnes attentions face aux redoutables Allemands, eux aussi candidats à la médaille d’or à Tokyo. Cette rencontre est remportée (3-1) grâce à un doublé de Cédric Charlier. Le lendemain, le staff médical des Red Lions a donné des nouvelles concernant la blessure du joueur anversois, qui s’est blessé, ce lundi, lors de la rencontre face à l’Allemagne, en marchant sur le pied de Tobias Hauke à la 21e minute de la rencontre. Nicolas de Kerpel souffre d’une petite déchirure à la cheville et il devrait donc louper les 2 prochains matchs du tournoi olympique face à l’Afrique du Sud et au Canada. Pour leur 3e sortie dans ce tournoi olympique et après avoir déjà validé leur place en quarts de finale après leurs succès face aux Pays-Bas (3-1) et à l’Allemagne (3-1), les joueurs de Shane McLeod ont littéralement déroulé face à l’Afrique du Sud (9-4) grâce à un triplé d'Alexander Hendrickx, un doublé de John-John Dohmen et à un but d'Arthur van Doren qui a honoré sa 200e sélection en équipe nationale. Privés de Nicolas de Kerpel (déchirure à la cheville) mais avec Tom Boon de retour au sein de la ligne d’attaque et avec Augustin Meurmans préféré à Antoine Kina (laissé au repos) dans le milieu de terrain, les Red Lions ont proposé une prestation en demi-teinte car si, d’un côté, ils ont soigné le goal-average, ils ont également manqué clairement de rigueur défensive à certains moments du match. Deux jours plus tard, Arthur de Sloover a honoré sa 100e sélection face au Canada. Pour ce duel, Shane McLeod revenait à un schéma plus classique avec la présence d’Antoine Kina sur le terrain et le retour d’Augustin Meurmans en tribune. Cette rencontre a été gagnée (9-1) grâce à des doublés de Sébastien Dockier et Alexander Hendrickx et un but de Florent van Aubel qui a honoré sa 250e sélection. Le lendemain, c’est en connaissant le nom de leur futur adversaire en quarts de finale que les Red Lions ont entamé leur dernière rencontre de poules du tournoi olympique face à la Grande-Bretagne. Le partage des Espagnols face aux Australiens leur permettait, en effet, de terminer en 4e position et de retrouver la Belgique, dimanche, pour le premier match à couperet de la compétition, à Tokyo. Avec Simon Gougnard (laissé au repos) et Nicolas de Kerpel (toujours en revalidation pour sa cheville gauche) en tribunes, les champions du monde en titres débutaient tranquillement les débats. Ils ne semblaient pas vouloir emballer les échanges et laissaient la possession de balle à leurs adversaires du jour. Cette rencontre a été partagée (2-2) et les belges terminent la phase de groupes invaincue. Deux jours plus tard, pour ce quart de finale du tournoi olympique face à l’Espagne, Shane McLeod pouvait enfin aligner, pour la toute première fois à Tokyo, son 16 idéal au coup d’envoi. Le Néo-Zélandais disposait d’Alexander Hendrickx (bien remis de son coup de stick sur le front), mais il récupérait également Nicolas de Kerpel (retour après 2 matches en tribune pour soigner une petite déchirure). Cette rencontre a été remportée (3-1) et les Belges accèdent à la demi-finale face à l'Inde. Deux jours plus tard, pour aborder cette demi-finale du tournoi olympique face à l’Inde, Shane McLeod préférait Thomas Briels à Tom Boon laissé en tribune en raison de son rendement jugé trop faible lors des dernières rencontres. Cette rencontre est remportée (5-2) et les Belges accèdent à la finale face à l'Australie. Deux jours plus tard, la finale de ce tournoi olympique a largement répondu à l’attente avec les 2 meilleures nations mondiales combattant avec passion pour conquérir l’or à Tokyo. Pour sa toute dernière sortie avec les Red Lions avant son année sabbatique, Shane McLeod avait décidé d’accorder, à nouveau, sa confiance à Thomas Briels (et donc de laisser de Tom Boon dans les tribunes) pour cette finale face à l’Australie. Cette rencontre a été remportée aux shoots-outs (3-2) après le partage (1-1). Les Red Lions sont champions olympiques.
Le 7 août 2021, Thomas Briels a annoncé avoir disputé son dernier match international. Après 13 ans et 359 sélections, il arrête sa carrière internationale.
Le 14 octobre 2021, Michel van den Heuvel a annoncé une sélection de 22 joueurs (dont 16 présents à Tokyo) qui joueront au moins une des 2 rencontres. Simon Gougnard (adducteurs) et Florent van Aubel (muscle fessier) n’ont pas été repris par le sélectionneur néerlandais. En revanche, Emmanuel Stockbroekx effectuera bien son grand retour sur le terrain, lui qui n’a pas porté le maillot des Red Lions depuis le déplacement de Pro League, à Valence et les deux rencontres face à l’Espagne, début février.
Le 16 octobre 2021, c’est en grande pompe que la Fédération belge a décidé d’honorer les champions olympiques pour leur première sortie devant leurs supporters depuis Tokyo avec entre autres, une magnifique ovation des 3.500 spectateurs présents, à Uccle Sport, pour Thomas Briels qui a décidé de prendre sa retraite après les Jeux, et qui a reçu officiellement le trophée de la Pro League 2021 des mains de Thierry Weill, le CEO de la Fédération internationale de hockey (FIH). Cette rencontre est gagnée (6-1). Le lendemain, après leur large victoire lors de leur rencontre inaugurale de Pro League face à l’Allemagne (6-1), les numéros 1 mondiaux souhaitaient remettre le couvert face à la Mannschaft lors de ce second duel du week-end, à Uccle. Avec 3 nouveaux joueurs dans le groupe (Augustin Meurmans, Nicolas Poncelet, Thibeau Stockbroekx) et avec Loic van Doren dans les buts. Cette rencontre est remportée (5-3).
Le 5 novembre 2021, Augustin Meurmans annonce qu'il met l'équipe nationale entre parenthèses et affirme qu’il veut d’abord «achever (en janvier) le mémoire qui me permettra de mettre un terme à mes études d’ingénieur de gestion à Louvain-La-Neuve, puis peut-être envisager un Master à l’étranger, avant de me lancer dans la vie active.»
Le 17 novembre 2021, la Fédération néerlandaise (KNHB) a annoncé, ce mardi, que les 2 rencontres de Pro League entre son équipe nationale masculine et la Belgique se disputeraient, finalement, à Amsterdam et non plus à Rotterdam comme initialement prévu (26 et 28 novembre). Les dernières mesures gouvernementale (valables pour 3 semaines) prises chez nos voisins imposent que ces matches se disputent à huis clos.
Le 25 novembre 2021, Michel van den Heuvel a annoncé sa sélection pour les 2 dernières rencontres de Pro League à disputer cette année et le déplacement aux Pays-Bas. Deux duels qui se dérouleront finalement au Wagener Stadion d’Amsterdam et à huis clos pour des raisons sanitaires, ce vendredi (18h30) et ce dimanche (14h00). Le Néerlandais emmènera un groupe de 19 joueurs dans lequel on note plusieurs absences. Tanguy Cosyns, Nicolas Poncelet, Antoine Kina et Emmanuel Stockbroekx ne seront pas de la partie pour blessure tout comme Vincent Vanasch (raisons personnelles), Thibeau Stockbroekx (Coupe du monde U21) et Augustin Meurmans (pause internationale). De leur côté, Simon Gougnard et Florent van Aubel, blessés pour les matches face à l’Allemagne, mi_octobre, effectuent leur retour dans l’équipe.
Le 26 novembre 2021, pour leur avant-dernière sortie de l’année 2021 en Pro League, c’est devant un stade vide et dans une ambiance particulière que les joueurs belges rencontraient leurs homologues néerlandais. Un premier duel entre les 2 pays avant celui de dimanche avec des Lions qui devaient se passer des services de nombreux joueurs. Cette rencontre est perdue aux shoots-outs (3-0) après leur partage (2-2). Le lendemain, le staff a confirmé qu'Arthur van Doren souffrait d'une l’apophyse mastoïde (une saillie conique située à la partie inférieure de l’os temporal), il ne devra pas prendre part à la rencontre de dimanche après-midi. Le jour suivant, après leur prestation moyenne, vendredi soir, et le partage arraché face aux Pays-Bas (2-2), les Lions se devaient de redresser le tir pour cette 4e rencontre de Pro League, la dernière obligation de 2021, toujours face à leurs voisins néerlandais. Privés d’Arthur van Doren (laissé au repos après avoir reçu une balle sur la tête lors du premier duel) et de Loïck Luypaert (malade), cette rencontre est perdue (2-1) et cèdent leur place de n° 1 mondial à l'Australie (forfait pour la saison 2021-2022 de la Pro League).

## Bilan de la saison
L'équipe belge:
- Est assurée de remporter Ligue professionnelle à la suite de la décision prise par la FIH[36], signant un bilan de 32 points et 9 victoires, 3 nuls, 2 bonus et 2 défaites en 14 rencontres soit un pourcentage de 76.19 %.

- Est assurée de participer à la prochaine Coupe du monde à la suite de sa qualification pour les demi-finales de l'édition 2021 à Amsterdam et au prochain Euro grâce à l'Allemagne qui les a qualifiés à la suite de sa qualification pour les demi-finales et ainsi que pays hôte de la prochaine édition.

- A remporté les Jeux olympiques 2020 en battant l'Australie aux shoots-outs (3-2) après le partage (1-1) en temps réglementaire[37]

### Ligue professionnelle 2020-2021
| Rang               | Équipe           | J  | V | N | SO | P | BP | BC | Diff | Pts | %     |
| ------------------ | ---------------- | -- | - | - | -- | - | -- | -- | ---- | --- | ----- |
| Médaille d'or      | Belgique         | 14 | 9 | 3 | 2  | 2 | 40 | 26 | +14  | 32  | 76.19 |
| Médaille d'argent  | Australie        | 10 | 5 | 4 | 1  | 1 | 36 | 23 | +13  | 20  | 66.67 |
| Médaille de bronze | Allemagne        | 10 | 5 | 2 | 2  | 3 | 26 | 23 | +3   | 19  | 63.33 |
| 4                  | Inde             | 8  | 3 | 3 | 3  | 2 | 22 | 17 | +5   | 15  | 62.50 |
| 5                  | Pays-Bas         | 12 | 5 | 4 | 2  | 3 | 32 | 29 | +3   | 21  | 58.33 |
| 6                  | Grande-Bretagne  | 12 | 4 | 3 | 0  | 5 | 25 | 25 | 0    | 15  | 41.67 |
| 7                  | Argentine        | 12 | 2 | 4 | 1  | 6 | 26 | 35 | -9   | 11  | 30.56 |
| 8                  | Nouvelle-Zélande | 10 | 2 | 1 | 1  | 7 | 18 | 34 | -16  | 8   | 26.67 |
| 9                  | Espagne          | 12 | 2 | 2 | 1  | 8 | 23 | 36 | -13  | 9   | 25.00 |

### Championnat d'Europe 2021

#### Poule A
| Rang | Équipe     | J | V | N | P | BP | BC | Diff | Pts | Qualification                       |
| ---- | ---------- | - | - | - | - | -- | -- | ---- | --- | ----------------------------------- |
| 1    | Angleterre | 3 | 3 | 0 | 0 | 10 | 3  | +7   | 9   | Demi-finales et Coupe du monde 2023 |
| 2    | Belgique   | 3 | 2 | 0 | 1 | 14 | 6  | +8   | 6   | Demi-finales et Coupe du monde 2023 |
| 3    | Espagne    | 3 | 1 | 0 | 2 | 9  | 8  | +1   | 3   |                                     |
| 4    | Russie     | 3 | 0 | 0 | 3 | 3  | 19 | -16  | 0   |                                     |

#### Tableau final
|  | Demi-finales | Demi-finales |                        |       | Finale | Finale |
|  | Demi-finales | Demi-finales |                        |       | Finale | Finale |
|  |              |              |                        |       |        |        |
|  |              |              |                        |       |        |        |
|  |              |              |                        |       |        |        |
|  | Pays-Bas     | 2 (3)        |                        |       |        |        |
|  | Pays-Bas     | 2 (3)        |                        |       |        |        |
|  | Belgique     | 2 (1)        |                        |       |        |        |
|  | Belgique     | 2 (1)        | Pays-Bas               | 2 (4) |        |        |
|  |              |              | Pays-Bas               | 2 (4) |        |        |
|  |              | Allemagne    | 2 (1)                  |       |        |        |
|  | Allemagne    | Allemagne    | 2 (1)                  | 3     |        |        |
|  | Allemagne    |              |                        | 3     |        |        |
|  | Angleterre   | 2            |                        |       |        |        |
|  | Angleterre   | 2            | Match pour la 3e place |       |        |        |
|  |              |              |                        |       |        |        |
|  |              |              |                        |       |        |        |
|  |              |              |                        |       |        |        |
|  | Belgique     | 3            |                        |       |        |        |
|  | Belgique     | 3            |                        |       |        |        |
|  | Angleterre   | 2            |                        |       |        |        |
|  | Angleterre   | 2            |                        |       |        |        |

### Jeux olympiques 2020

#### Groupe B
| Rang | Équipe          | J | V | N | P | BP | BC | Diff | Pts | Qualification    |
| ---- | --------------- | - | - | - | - | -- | -- | ---- | --- | ---------------- |
| 1    | Belgique        | 5 | 4 | 1 | 0 | 26 | 9  | +17  | 13  | Quarts de finale |
| 2    | Allemagne       | 5 | 3 | 0 | 2 | 19 | 10 | +9   | 9   | Quarts de finale |
| 3    | Grande-Bretagne | 5 | 2 | 2 | 1 | 11 | 11 | 0    | 8   | Quarts de finale |
| 4    | Pays-Bas        | 5 | 2 | 1 | 2 | 13 | 13 | 0    | 7   | Quarts de finale |
| 5    | Afrique du Sud  | 5 | 1 | 1 | 3 | 16 | 24 | -8   | 4   |                  |
| 6    | Canada          | 5 | 0 | 1 | 4 | 9  | 27 | -18  | 1   |                  |

#### Tableau final
|  | Quarts de finale | Quarts de finale |           |       | Demi-finales           | Demi-finales |  |  | Finale    | Finale |
|  | Quarts de finale | Quarts de finale |           |       | Demi-finales           | Demi-finales |  |  | Finale    | Finale |
|  |                  |                  |           |       |                        |              |  |  |           |        |
|  |                  |                  |           |       |                        |              |  |  |           |        |
|  |                  |                  |           |       |                        |              |  |  |           |        |
|  | Australie        | 2 (3)            |           |       |                        |              |  |  |           |        |
|  | Australie        | 2 (3)            |           |       |                        |              |  |  |           |        |
|  | Pays-Bas         | 2 (0)            |           |       |                        |              |  |  |           |        |
|  | Pays-Bas         | 2 (0)            | Australie | 3     |                        |              |  |  |           |        |
|  |                  |                  | Australie | 3     |                        |              |  |  |           |        |
|  |                  | Allemagne        | 1         |       |                        |              |  |  |           |        |
|  | Allemagne        | Allemagne        | 1         | 3     |                        |              |  |  |           |        |
|  | Allemagne        |                  |           | 3     |                        |              |  |  |           |        |
|  | Argentine        | 1                |           |       |                        |              |  |  |           |        |
|  | Argentine        | 1                | Australie | 1 (2) |                        |              |  |  |           |        |
|  |                  |                  | Australie | 1 (2) |                        |              |  |  |           |        |
|  |                  | Belgique         | 1 (3)     |       |                        |              |  |  |           |        |
|  | Belgique         | Belgique         | 1 (3)     | 3     |                        |              |  |  |           |        |
|  | Belgique         |                  |           | 3     |                        |              |  |  |           |        |
|  | Espagne          | 1                |           |       |                        |              |  |  |           |        |
|  | Espagne          | 1                | Belgique  | 5     |                        |              |  |  |           |        |
|  |                  |                  | Belgique  | 5     | Match pour la 3e place |              |  |  |           |        |
|  |                  | Inde             | 2         |       |                        |              |  |  |           |        |
|  | Inde             | Inde             | 2         | 3     |                        |              |  |  |           |        |
|  | Inde             |                  |           | 3     |                        |              |  |  |           |        |
|  | Grande-Bretagne  | 1                |           | Inde  | 5                      |              |  |  |           |        |
|  | Grande-Bretagne  | 1                |           | Inde  | 5                      |              |  |  |           |        |
|  |                  |                  |           |       |                        |              |  |  | Allemagne | 4      |
|  |                  |                  |           |       |                        |              |  |  | Allemagne | 4      |

### Ligue professionnelle 2021-2022
| Rang               | Équipe         | J | V | N | SO | P | BP | BC | Diff | Pts |
| ------------------ | -------------- | - | - | - | -- | - | -- | -- | ---- | --- |
| Médaille d'or      | Belgique       | 4 | 2 | 1 | 0  | 1 | 14 | 8  | +6   | 7   |
| Médaille d'argent  | Pays-Bas       | 2 | 1 | 1 | 1  | 0 | 4  | 3  | +1   | 5   |
| Médaille de bronze | Inde           | 0 | 0 | 0 | 0  | 0 | 0  | 0  | 0    | 0   |
| 4                  | Argentine      | 0 | 0 | 0 | 0  | 0 | 0  | 0  | 0    | 0   |
| 5                  | Espagne        | 0 | 0 | 0 | 0  | 0 | 0  | 0  | 0    | 0   |
| 6                  | Angleterre     | 0 | 0 | 0 | 0  | 0 | 0  | 0  | 0    | 0   |
| 7                  | Canada         | 0 | 0 | 0 | 0  | 0 | 0  | 0  | 0    | 0   |
| 8                  | Afrique du Sud | 0 | 0 | 0 | 0  | 0 | 0  | 0  | 0    | 0   |
| 9                  | Allemagne      | 2 | 0 | 0 | 0  | 2 | 4  | 11 | -7   | 0   |

### Classement mondial FIH (Top 5)
| Classement | Équipe    | Score total (23 déc. 2021) | Points précédents (4 nov. 2020) | Évolution | Position        |
| ---------- | --------- | -------------------------- | ------------------------------- | --------- | --------------- |
| 1          | Australie | 2642                       | 2490                            | +152      | en augmentation |
| 2          | Belgique  | 2632                       | 2596                            | +36       | en diminution   |
| 3          | Inde      | 2296                       | 2164                            | +132      | en augmentation |
| 4          | Pays-Bas  | 2234                       | 2357                            | -123      | en diminution   |
| 5          | Allemagne | 2039                       | 2044                            | -5        | en augmentation |

## Effectif
L'effectif suivant de la Belgique.
Entraîneur :  Shane Mcleod
| Numéro | Joueur                   | Date de naissance | Âge | Sélections |
| ------ | ------------------------ | ----------------- | --- | ---------- |
| 1      | Simon Vandenbroucke (GB) | 6 juin 1999       | 21  | 2          |
| 2      | Loic van Doren (GB)      | 14 septembre 1996 | 24  | 28         |
| 3      | Thibeau Stockbroekx      | 20 juillet 2000   | 20  | 4          |
| 4      | Arthur van Doren         | 1er octobre 1994  | 26  | 189        |
| 5      | Nicolas Poncelet         | 19 septembre 1996 | 24  | 19         |
| 7      | John-John Dohmen         | 24 janvier 1988   | 32  | 398        |
| 8      | Florent van Aubel        | 25 octobre 1991   | 29  | 236        |
| 9      | Sébastien Dockier        | 28 décembre 1989  | 31  | 199        |
| 10     | Cédric Charlier          | 27 novembre 1987  | 33  | 319        |
| 11     | Tommy Willems            | 13 avril 1997     | 23  | 6          |
| 12     | Gauthier Boccard         | 26 août 1991      | 29  | 223        |
| 13     | Nicolas de Kerpel        | 23 mars 1993      | 27  | 68         |
| 14     | Augustin Meurmans        | 29 mai 1997       | 23  | 68         |
| 15     | Emmanuel Stockbroekx     | 23 décembre 1993  | 27  | 161        |
| 16     | Alexander Hendrickx      | 6 août 1993       | 27  | 129        |
| 17     | Thomas Briels (C)        | 23 août 1987      | 33  | 346        |
| 19     | Félix Denayer            | 31 janvier 1990   | 30  | 324        |
| 20     | William Ghislain         | 28 juillet 1999   | 21  | 6          |
| 21     | Vincent Vanasch (GB)     | 21 décembre 1987  | 33  | 235        |
| 22     | Simon Gougnard           | 17 janvier 1991   | 29  | 282        |
| 23     | Arthur de Sloover        | 3 mai 1997        | 23  | 87         |
| 24     | Antoine Kina             | 13 février 1996   | 24  | 72         |
| 25     | Loïck Luypaert           | 19 août 1991      | 29  | 245        |
| 26     | Victor Wegnez            | 25 décembre 1995  | 25  | 94         |
| 27     | Tom Boon                 | 25 janvier 1990   | 30  | 297        |
| 28     | Maxime van Oost          | 2 décembre 1999   | 21  | 3          |
| 32     | Tanguy Cosyns            | 29 juin 1991      | 29  | 139        |

## Les matchs
| Ligue professionnelle 2020-2021 Tournoi toutes rondes | (9) Espagne               | 2 - 3   | Belgique (1)                 | Estadio Betero Valence, Espagne             |                                             |
| 5 février 2021 11h00 heure locale                     | Alegre 15e · Lleonart 44e | (1 – 2) | 8e, 51e Dockier · 14e Briels | Arbitrage : Francisco Vazquez Jakub Mejzlik | Arbitrage : Francisco Vazquez Jakub Mejzlik |
| 5 février 2021 11h00 heure locale                     | Rapport                   |         |                              | Arbitrage : Francisco Vazquez Jakub Mejzlik | Arbitrage : Francisco Vazquez Jakub Mejzlik |

| Ligue professionnelle 2020-2021 Tournoi toutes rondes | (9) Espagne | 0 - 2   | Belgique (1)                 | Estadio Betero Valence, Espagne             |                                             |
| 6 février 2021 13h00 heure locale                     |             | (0 – 2) | 10e Gougnard · 18e Hendrickx | Arbitrage : Francisco Vazquez Jakub Mejzlik | Arbitrage : Francisco Vazquez Jakub Mejzlik |
| 6 février 2021 13h00 heure locale                     | Rapport     |         |                              | Arbitrage : Francisco Vazquez Jakub Mejzlik | Arbitrage : Francisco Vazquez Jakub Mejzlik |

| Match amical                      | (1) Belgique                                                  | 5 - 0   | France (12) | Wilrijkse Plein Anvers, Belgique                   |                                                    |
| 1er avril 2021 13h00 heure locale | Gougnard 5e · Charlier 21e, 52e · Hendrickx 24e · Dockier 44e | (3 - 0) |             | Arbitrage : Laurine Delforge Céline Martin-Schmets | Arbitrage : Laurine Delforge Céline Martin-Schmets |
| 1er avril 2021 13h00 heure locale | Rapport                                                       |         |             | Arbitrage : Laurine Delforge Céline Martin-Schmets | Arbitrage : Laurine Delforge Céline Martin-Schmets |

| Match amical                    | (1) Belgique                                                                                 | 8 - 1   | Canada (10)   | Wilrijkse Plein Anvers, Belgique                       |                                                        |
| 7 avril 2021 13h00 heure locale | T. Stockbroekx 3e, 17e · Dockier 33e, 47e · Charlier 39e, 53e · Luypaert 43e · Hendrickx 54e | (2 - 1) | 4e Scholfield | Arbitrage : Céline Martin-Schmets Sébastien Michielsen | Arbitrage : Céline Martin-Schmets Sébastien Michielsen |
| 7 avril 2021 13h00 heure locale | Rapport                                                                                      |         |               | Arbitrage : Céline Martin-Schmets Sébastien Michielsen | Arbitrage : Céline Martin-Schmets Sébastien Michielsen |

| Ligue professionnelle 2020-2021 Tournoi toutes rondes | (1) Belgique | 0 - 4   | Pays-Bas (3)                                               | Wilrijkse Plein Anvers, Belgique                                             |                                                                              |
| 30 mai 2021 16h30 heure locale                        |              | (0 - 2) | 18e Bovendeert · 29e Pruijser · 35e Van Ass · 38e Brinkman | Arbitrage : Coen van Bunge Jonas van 't Hek Arbitre vidéo : Laurine Delforge | Arbitrage : Coen van Bunge Jonas van 't Hek Arbitre vidéo : Laurine Delforge |
| 30 mai 2021 16h30 heure locale                        | Rapport      |         |                                                            | Arbitrage : Coen van Bunge Jonas van 't Hek Arbitre vidéo : Laurine Delforge | Arbitrage : Coen van Bunge Jonas van 't Hek Arbitre vidéo : Laurine Delforge |

| Championnat d'Europe 2021 Poule A | (1) Belgique                                | 4 - 2   | Espagne (9)                | Wagener Stadium Amsterdam, Pays-Bas                                |                                                                    |
| 5 juin 2021 13h15 heure locale    | Hendrickx 9e · Boon 33e, 50e · Charlier 45e | (1 - 1) | 7e Basterra · 54e Lleonart | Arbitrage : Coen van Bunge Ben Göntgen Arbitre vidéo : Dan Barstow | Arbitrage : Coen van Bunge Ben Göntgen Arbitre vidéo : Dan Barstow |
| 5 juin 2021 13h15 heure locale    | Rapport                                     |         |                            | Arbitrage : Coen van Bunge Ben Göntgen Arbitre vidéo : Dan Barstow | Arbitrage : Coen van Bunge Ben Göntgen Arbitre vidéo : Dan Barstow |

| Championnat d'Europe 2021 Poule A | (1) Belgique | 1 - 2   | Angleterre (6)          | Wagener Stadium Amsterdam, Pays-Bas                                  |                                                                      |
| 6 juin 2021 19h45 heure locale    | Boon 5e      | (1 - 1) | 4e Wallace · 31e Ansell | Arbitrage : Michiel Otten Ben Göntgen Arbitre vidéo : Coen van Bunge | Arbitrage : Michiel Otten Ben Göntgen Arbitre vidéo : Coen van Bunge |
| 6 juin 2021 19h45 heure locale    | Rapport      |         |                         | Arbitrage : Michiel Otten Ben Göntgen Arbitre vidéo : Coen van Bunge | Arbitrage : Michiel Otten Ben Göntgen Arbitre vidéo : Coen van Bunge |

| Championnat d'Europe 2021 Poule A | (2) Belgique                                                                                  | 9 - 2   | Russie (22)                | Wagener Stadium Amsterdam, Pays-Bas                                         |                                                                             |
| 8 juin 2021 12h30 heure locale    | Van Aubel 1e, 30e · Hendrickx 9e, 13e, 54e · De Kerpel 10e · Kina 27e · Boon 41e · Briels 56e | (6 - 1) | 30e Nadyrshin · 44e Kuraev | Arbitrage : Sean Edwards Daniel Rodríguez Arbitre vidéo : Francisco Vázquez | Arbitrage : Sean Edwards Daniel Rodríguez Arbitre vidéo : Francisco Vázquez |
| 8 juin 2021 12h30 heure locale    | Rapport                                                                                       |         |                            | Arbitrage : Sean Edwards Daniel Rodríguez Arbitre vidéo : Francisco Vázquez | Arbitrage : Sean Edwards Daniel Rodríguez Arbitre vidéo : Francisco Vázquez |

| Championnat d'Europe 2021 Demi-finale | (3) Pays-Bas                                         | 2 - 2             | Belgique (2)                                | Wagener Stadium Amsterdam, Pays-Bas                              |                                                                  |
| 10 juin 2021 20h00 heure locale       | Van Ass 52e · Janssen 56e                            | (0 - 0)           | 35e De Kerpel · 53e Hendrickx               | Arbitrage : Ben Göntgen Dan Barstow Arbitre vidéo : Sarah Wilson | Arbitrage : Ben Göntgen Dan Barstow Arbitre vidéo : Sarah Wilson |
| 10 juin 2021 20h00 heure locale       | Rapport                                              |                   |                                             | Arbitrage : Ben Göntgen Dan Barstow Arbitre vidéo : Sarah Wilson | Arbitrage : Ben Göntgen Dan Barstow Arbitre vidéo : Sarah Wilson |
| 10 juin 2021 20h00 heure locale       | Hertzberger · Brinkman · Kemperman · Van Dam · Croon | Tirs au but 3 - 1 | Denayer · Wegnez · Van Aubel · A. Van Doren | Arbitrage : Ben Göntgen Dan Barstow Arbitre vidéo : Sarah Wilson | Arbitrage : Ben Göntgen Dan Barstow Arbitre vidéo : Sarah Wilson |

| Championnat d'Europe 2021 Troisième et quatrième place | (2) Belgique               | 3 - 2   | Angleterre (6) | Wagener Stadium Amsterdam, Pays-Bas                                  |                                                                      |
| 12 juin 2021 10h00 heure locale                        | Boon 12e, 52e · Briels 41e | (1 - 0) | 32e, 53e Ward  | Arbitrage : Michiel Otten Ben Göntgen Arbitre vidéo : Coen van Bunge | Arbitrage : Michiel Otten Ben Göntgen Arbitre vidéo : Coen van Bunge |
| 12 juin 2021 10h00 heure locale                        | Rapport                    |         |                | Arbitrage : Michiel Otten Ben Göntgen Arbitre vidéo : Coen van Bunge | Arbitrage : Michiel Otten Ben Göntgen Arbitre vidéo : Coen van Bunge |

| Jeux olympiques 2020 Poule B       | (2) Belgique            | 3 - 1   | Pays-Bas (3)    | Oi Hockey Stadium, Terrain Nord Tokyo, Japon                         |                                                                      |
| 24 juillet 2021 11h45 heure locale | Hendrickx 41e, 44e, 45e | (0 - 0) | 35e Hertzberger | Arbitrage : Adam Kearns Marcin Grochal Arbitre vidéo : Lim Hong-Zhen | Arbitrage : Adam Kearns Marcin Grochal Arbitre vidéo : Lim Hong-Zhen |
| 24 juillet 2021 11h45 heure locale | Rapport                 |         |                 | Arbitrage : Adam Kearns Marcin Grochal Arbitre vidéo : Lim Hong-Zhen | Arbitrage : Adam Kearns Marcin Grochal Arbitre vidéo : Lim Hong-Zhen |

| Jeux olympiques 2020 Poule B       | (2) Belgique                    | 3 - 1   | Allemagne (4) | Oi Hockey Stadium, Terrain Nord Tokyo, Japon                           |                                                                        |
| 26 juillet 2021 09h30 heure locale | Charlier 5e, 7e · Hendrickx 35e | (2 - 0) | 51e Häner     | Arbitrage : Coen van Bunge David Tomlinson Arbitre vidéo : Adam Kearns | Arbitrage : Coen van Bunge David Tomlinson Arbitre vidéo : Adam Kearns |
| 26 juillet 2021 09h30 heure locale | Rapport                         |         |               | Arbitrage : Coen van Bunge David Tomlinson Arbitre vidéo : Adam Kearns | Arbitrage : Coen van Bunge David Tomlinson Arbitre vidéo : Adam Kearns |

| Jeux olympiques 2020 Poule B       | (1) Belgique                                                                                       | 9 - 4   | Afrique du Sud (14)                             | Oi Hockey Stadium, Terrain Nord Tokyo, Japon                            |                                                                         |
| 27 juillet 2021 18h30 heure locale | Dohmen 4e, 15e · Hendrickx 9e, 18e, 40e · Briels 12e · Van Doren 14e · Gougnard 25e · Charlier 41e | (7 - 3) | 5e, 31e D. Cassiem · 23e M. Cassiem · 29e Ntuli | Arbitrage : Raghu Prasad Francisco Vázquez Arbitre vidéo : Simon Taylor | Arbitrage : Raghu Prasad Francisco Vázquez Arbitre vidéo : Simon Taylor |
| 27 juillet 2021 18h30 heure locale | Rapport                                                                                            |         |                                                 | Arbitrage : Raghu Prasad Francisco Vázquez Arbitre vidéo : Simon Taylor | Arbitrage : Raghu Prasad Francisco Vázquez Arbitre vidéo : Simon Taylor |

| Jeux olympiques 2020 Poule B       | (2) Belgique                                                                                                 | 9 - 1   | Canada (11) | Oi Hockey Stadium, Terrain Sud Tokyo, Japon                       |                                                                   |
| 29 juillet 2021 10h00 heure locale | Hendrickx 12e, 40e · Dockier 29e, 32e · Denayer 39e · Gougnard 43e · Charlier 45e · Boon 51e · Van Aubel 55e | (2 - 1) | 15e Pearson | Arbitrage : Simon Taylor Peter Wright Arbitre vidéo : Adam Kearns | Arbitrage : Simon Taylor Peter Wright Arbitre vidéo : Adam Kearns |
| 29 juillet 2021 10h00 heure locale | Rapport |         |             | Arbitrage : Simon Taylor Peter Wright Arbitre vidéo : Adam Kearns | Arbitrage : Simon Taylor Peter Wright Arbitre vidéo : Adam Kearns |

| Jeux olympiques 2020 Poule B       | (2) Belgique          | 2 - 2   | Grande-Bretagne (5)         | Oi Hockey Stadium, Terrain Sud Tokyo, Japon                                |                                                                            |
| 30 juillet 2021 21h15 heure locale | Boon 37e · Briels 43e | (0 - 1) | 17e Shipperley · 38e Ansell | Arbitrage : Simon Taylor Francisco Vázquez Arbitre vidéo : David Tomlinson | Arbitrage : Simon Taylor Francisco Vázquez Arbitre vidéo : David Tomlinson |
| 30 juillet 2021 21h15 heure locale | Rapport               |         |                             | Arbitrage : Simon Taylor Francisco Vázquez Arbitre vidéo : David Tomlinson | Arbitrage : Simon Taylor Francisco Vázquez Arbitre vidéo : David Tomlinson |

| Jeux olympiques 2020 Quarts de finale | (2) Belgique                  | 3 - 1   | Espagne (9) | Oi Hockey Stadium Tokyo, Japon                                       |                                                                      |
| 1er août 2021 18h30 heure locale      | Hendrickx 38e, 57e · Boon 41e | (0 - 1) | 26e Alegre  | Arbitrage : Adam Kearns Lim Hong-Zhen Arbitre vidéo : Coen van Bunge | Arbitrage : Adam Kearns Lim Hong-Zhen Arbitre vidéo : Coen van Bunge |
| 1er août 2021 18h30 heure locale      | Rapport                       |         |             | Arbitrage : Adam Kearns Lim Hong-Zhen Arbitre vidéo : Coen van Bunge | Arbitrage : Adam Kearns Lim Hong-Zhen Arbitre vidéo : Coen van Bunge |

| Jeux olympiques 2020 Demi-finales | (2) Belgique                                       | 5 - 2   | Inde (3)                    | Oi Hockey Stadium Tokyo, Japon                                     |                                                                    |
| 3 août 2021 10h30 heure locale    | Luypaert 2e · Hendrickx 19e, 49e, 52e · Dohmen 60e | (2 - 2) | 7e Harmanpreet · 9e Mandeep | Arbitrage : Ben Göntgen Coen van Bunge Arbitre vidéo : Adam Kearns | Arbitrage : Ben Göntgen Coen van Bunge Arbitre vidéo : Adam Kearns |
| 3 août 2021 10h30 heure locale    | Rapport                                            |         |                             | Arbitrage : Ben Göntgen Coen van Bunge Arbitre vidéo : Adam Kearns | Arbitrage : Ben Göntgen Coen van Bunge Arbitre vidéo : Adam Kearns |

| Jeux olympiques 2020 Match pour la médaille d'or | (1) Australie                                 | 1 - 1             | Belgique (2)                              | Oi Hockey Stadium Tokyo, Japon                                        |                                                                       |
| 5 août 2021 19h00 heure locale                   | Wickham 47e                                   | (0 - 0)           | 32e Van Aubel                             | Arbitrage : Coen van Bunge Marcin Grochal Arbitre vidéo : Ben Göntgen | Arbitrage : Coen van Bunge Marcin Grochal Arbitre vidéo : Ben Göntgen |
| 5 août 2021 19h00 heure locale                   | Rapport                                       |                   |                                           | Arbitrage : Coen van Bunge Marcin Grochal Arbitre vidéo : Ben Göntgen | Arbitrage : Coen van Bunge Marcin Grochal Arbitre vidéo : Ben Göntgen |
| 5 août 2021 19h00 heure locale                   | Govers · Ogilvie · Brand · Simmonds · Whetton | Tirs au but 2 - 3 | Van Aubel · De Sloover · Denayer · Wegnez | Arbitrage : Coen van Bunge Marcin Grochal Arbitre vidéo : Ben Göntgen | Arbitrage : Coen van Bunge Marcin Grochal Arbitre vidéo : Ben Göntgen |

| Ligue professionnelle 2021-2022 Tournoi toutes rondes | (1) Belgique                                                                | 6 - 1   | Allemagne (5) | Royal Uccle Sport Bruxelles, Belgique                                    |                                                                          |
| 16 octobre 2021 18h00                                 | Dockier 19e · Charlier 24e · Ghislain 37e · De Kerpel 50e, 58e · Dohmen 59e | (2 - 0) | 54e Schachner | Arbitrage : Jonas van 't Hek Dan Barstow Arbitre vidéo : Hannah Harrison | Arbitrage : Jonas van 't Hek Dan Barstow Arbitre vidéo : Hannah Harrison |
| 16 octobre 2021 18h00                                 | Rapport                                                                     |         |               | Arbitrage : Jonas van 't Hek Dan Barstow Arbitre vidéo : Hannah Harrison | Arbitrage : Jonas van 't Hek Dan Barstow Arbitre vidéo : Hannah Harrison |

| Ligue professionnelle 2021-2022 Tournoi toutes rondes | (1) Belgique                                                       | 5 - 3   | Allemagne (5)                           | Royal Uccle Sport Bruxelles, Belgique                                 |                                                                       |
| 17 octobre 2021 16h30                                 | Dockier 15e, 19e · Cosyns 18e · T. Stockbroekx 40e · De Kerpel 58e | (3 - 2) | 4e Wellen · 27e Windfeder · 45e Hellwig | Arbitrage : Jonas van 't Hek Dan Barstow Arbitre vidéo : Alison Keogh | Arbitrage : Jonas van 't Hek Dan Barstow Arbitre vidéo : Alison Keogh |
| 17 octobre 2021 16h30                                 | Rapport                                                            |         |                                         | Arbitrage : Jonas van 't Hek Dan Barstow Arbitre vidéo : Alison Keogh | Arbitrage : Jonas van 't Hek Dan Barstow Arbitre vidéo : Alison Keogh |

| Ligue professionnelle 2021-2022 Tournoi toutes rondes | (4) Pays-Bas                    | 2 - 2             | Belgique (1)                     | Wagener Stadium Amsterdam, Pays-Bas                                 |                                                                     |
| 26 novembre 2021 18h30                                | Pieters 35e · Janssen 49e       | (0 - 0)           | 38e Van Aubel · 53e Hendrickx    | Arbitrage : Christian Blasch Ben Göntgen Arbitre vidéo : Bruce Bale | Arbitrage : Christian Blasch Ben Göntgen Arbitre vidéo : Bruce Bale |
| 26 novembre 2021 18h30                                | Rapport                         |                   |                                  | Arbitrage : Christian Blasch Ben Göntgen Arbitre vidéo : Bruce Bale | Arbitrage : Christian Blasch Ben Göntgen Arbitre vidéo : Bruce Bale |
| 26 novembre 2021 18h30                                | T. Brinkman · Van Dam · De Geus | Tirs au but 3 - 0 | Van Aubel · De Sloover · Denayer | Arbitrage : Christian Blasch Ben Göntgen Arbitre vidéo : Bruce Bale | Arbitrage : Christian Blasch Ben Göntgen Arbitre vidéo : Bruce Bale |

| Ligue professionnelle 2021-2022 Tournoi toutes rondes | (4) Pays-Bas              | 2 - 1   | Belgique (1)  | Wagener Stadium Amsterdam, Pays-Bas                                 |                                                                     |
| 28 octobre 2021 14h00                                 | Van Dam 3e · Warmerdam 6e | (2 - 1) | 28e Hendrickx | Arbitrage : Christian Blasch Bruce Bale Arbitre vidéo : Ben Göntgen | Arbitrage : Christian Blasch Bruce Bale Arbitre vidéo : Ben Göntgen |
| 28 octobre 2021 14h00                                 | Rapport                   |         |               | Arbitrage : Christian Blasch Bruce Bale Arbitre vidéo : Ben Göntgen | Arbitrage : Christian Blasch Bruce Bale Arbitre vidéo : Ben Göntgen |

## Les joueurs
| Joueurs | Joueurs                  | LP 2020-2021 | LP 2020-2021 | Amical | Amical | LP 2020-2021 | EURO 2021 | EURO 2021 | EURO 2021 | EURO 2021 | EURO 2021 | JO 2020 | JO 2020 | JO 2020 | JO 2020 | JO 2020 | JO 2020 | JO 2020 | JO 2020 | LP 2021-2022    | LP 2021-2022    | LP 2021-2022    | LP 2021-2022    | Matchs joués | Buts marqués | Sélections après saison | Buts après saison |
| ------- | ------------------------ | ------------ | ------------ | ------ | ------ | ------------ | --------- | --------- | --------- | --------- | --------- | ------- | ------- | ------- | ------- | ------- | ------- | ------- | ------- | --------------- | --------------- | --------------- | --------------- | ------------ | ------------ | ----------------------- | ----------------- |
| 1       | Simon Vandenbroucke (GB) | NC           | NC           | 46     | NC     | NC           | NC        | NC        | NC        | NC        | NC        | NC      | NC      | NC      | NC      | NC      | NC      | NC      | NC      | NC              | NC              | 31              | NC              | 2            | 0            | 4                       | 0                 |
| 2       | Loic van Doren (GB)      | NC           | NC           | NC     | NC     | NC           | NC        | NC        | X         | NC        | NC        | NC      | NC      | NC      | NC      | NC      | NC      | NC      | NC      | NC              | X               | X               | X               | 4            | 0            | 32                      | 0                 |
| 3       | Thibeau Stockbroekx      | NC           | 4            | 4      | X ·    | NC           | NC        | NC        | NC        | NC        | NC        | NC      | NC      | NC      | NC      | NC      | NC      | NC      | NC      | NC              | 4 ·             | NC              | NC              | 4            | 3            | 8                       | 3                 |
| 4       | Arthur van Doren         | X            | X            | NC     | NC     | X            | X         | X         | X         | X         | X         | X       | X       | X ·     | X       | X       | X       | X       | X       | X               | X               | X               | NC              | 19           | 1            | 208                     | 10                |
| 5       | Nicolas Poncelet         | NC           | 6            | NC     | X      | NC           | NC        | NC        | NC        | NC        | NC        | NC      | NC      | NC      | NC      | NC      | NC      | NC      | NC      | NC              | 4               | NC              | NC              | 3            | 0            | 22                      | 0                 |
| 7       | John-John Dohmen         | X            | X            | 4      | X      | X            | 3         | 4         | 4         | 6         | 3         | 4       | 4       | 4 ·     | 4       | 4       | 4       | 4 ·     | 4       | 7 ·             | 4               | 4               | 7               | 22           | 4            | 420                     | 31                |
| 8       | Florent van Aubel        | X            | X            | 4      | X      | X            | X         | X         | X ·       | X         | X         | X       | X       | X       | X ·     | X       | X       | X       | X ·     | NC              | NC              | X ·             | 7               | 20           | 5            | 256                     | -                 |
| 9       | Sébastien Dockier        | X ·          | X            | 4 ·    | X ·    | 4            | X         | X         | NC        | 6         | X         | X       | X       | X       | X ·     | X       | X       | X       | X       | X ·             | 4 ·             | 4               | X               | 21           | 10           | 220                     | -                 |
| 10      | Cédric Charlier          | 4            | 4            | X ·    | 3 ·    | X            | 3 ·       | 4         | 4         | 4         | NC        | 3       | 4 ·     | 4 ·     | 4 ·     | 3       | 3       | 4       | 4       | X ·             | X               | X               | X               | 21           | 10           | 340                     | -                 |
| 11      | Tommy Willems            | NC           | NC           | X      | NC     | NC           | NC        | NC        | NC        | NC        | NC        | NC      | NC      | NC      | NC      | NC      | NC      | NC      | NC      | NC              | NC              | NC              | X               | 2            | 0            | 8                       | 1                 |
| 12      | Gauthier Boccard         | X            | X            | X      | 3      | 4            | X         | X         | X         | X         | X         | X       | X       | X       | X       | X       | X       | X       | X       | X               | X               | X               | X               | 22           | 0            | 245                     | -                 |
| 13      | Nicolas de Kerpel        | NC           | NC           | NC     | NC     | X            | NC        | NC        | 5 ·       | X ·       | 3         | X       | X       | NC      | NC      | NC      | 5       | X       | X       | 4 ·             | X ·             | 24              | X               | 13           | 5            | 81                      | -                 |
| 14      | Augustin Meurmans        | NC           | 6            | X      | 3      | NC           | NC        | NC        | NC        | NC        | NC        | NC      | NC      | 4       | NC      | 3       | NC      | NC      | NC      | NC              | 4               | NC              | NC              | 6            | 0            | 74                      | -                 |
| 15      | Emmanuel Stockbroekx     | X            | NC           | NC     | NC     | NC           | NC        | NC        | NC        | NC        | NC        | NC      | NC      | NC      | NC      | NC      | NC      | NC      | NC      | 5               | NC              | NC              | NC              | 2            | 0            | 163                     | -                 |
| 16      | Alexander Hendrickx      | 3            | X ·          | X ·    | X ·    | X            | X ·       | X         | X ·       | X ·       | X         | 3 ·     | 4 ·     | 2 ·     | 2 ·     | 3       | 2 ·     | 2 ·     | 2       | X               | X               | X ·             | X ·             | 22           | 24           | 151                     | 66                |
| 17      | Thomas Briels (C)        | 4 ·          | NC           | NC     | NC     | X            | 4         | 4         | X ·       | NC        | 3 ·       | 4       | 4       | 3 ·     | 4       | 3 ·     | NC      | 4       | 4       | Fin de carrière | Fin de carrière | Fin de carrière | Fin de carrière | 13           | 5            | 359                     | 42                |
| 19      | Felix Denayer            | X            | X            | X      | X      | X            | X         | X         | X         | X         | X         | X       | X       | X       | X ·     | X       | X       | X       | X       | X               | X               | X               | X               | 22           | 1            | 346                     | -                 |
| 20      | William Ghislain         | NC           | NC           | NC     | NC     | NC           | NC        | NC        | NC        | NC        | NC        | NC      | NC      | NC      | NC      | NC      | NC      | NC      | NC      | 4 ·             | NC              | 4               | 7               | 3            | 1            | 9                       | 2                 |
| 21      | Vincent Vanasch (GB)     | X            | X            | X      | X      | X            | X         | X         | NC        | X         | X         | X       | X       | X       | X       | X       | X       | X       | X       | X               | NC              | NC              | NC              | 18           | 0            | 253                     | 0                 |
| 22      | Simon Gougnard           | X            | X ·          | X ·    | X      | X            | X         | X         | X         | X         | X         | X       | X       | X ·     | X ·     | NC      | 3       | 4       | 6       | NC              | NC              | X               | X               | 19           | 4            | 301                     | -                 |
| 23      | Arthur de Sloover        | 4            | X            | X      | X      | NC           | 4         | 4         | 4         | 6         | 5         | X       | X       | X       | X       | X       | X       | X       | X       | X               | X               | X               | X               | 21           | 0            | 108                     | 1                 |
| 24      | Antoine Kina             | 3            | 2            | NC     | NC     | 5            | 4         | 4         | 5 ·       | 4         | 3         | 4       | 4       | NC      | 4       | X       | X       | X       | X       | X               | X               | NC              | NC              | 17           | 1            | 89                      | -                 |
| 25      | Loick Luypaert           | X            | 4            | NC     | X ·    | X            | X         | X         | X         | X         | X         | X       | X       | X       | X       | X       | X       | X ·     | X       | 3               | 4               | 4               | NC              | 20           | 2            | 265                     | -                 |
| 26      | Victor Wegnez            | 5            | NC           | NC     | NC     | 4            | X         | X         | X         | X         | X         | X       | X       | X       | X       | X       | X       | X       | X       | X               | X               | X               | X               | 19           | 0            | 113                     | -                 |
| 27      | Tom Boon                 | X            | NC           | NC     | NC     | 5            | X ·       | X ·       | X ·       | X         | X ·       | NC      | NC      | X       | X ·     | X ·     | X ·     | NC      | NC      | X               | NC              | X               | 10              | 14           | 9            | 311                     | -                 |
| 28      | Maxime van Oost          | NC           | NC           | X      | NC     | NC           | NC        | NC        | NC        | NC        | NC        | NC      | NC      | NC      | NC      | NC      | NC      | NC      | NC      | NC              | NC              | 8               | 7               | 3            | 0            | 6                       | 0                 |
| 32      | Tanguy Cosyns            | NC           | X            | X      | 5      | NC           | NC        | NC        | NC        | NC        | NC        | NC      | NC      | NC      | NC      | NC      | NC      | NC      | NC      | 37              | X ·             | NC              | NC              | 5            | 1            | 144                     | -                 |

Un « X » indique un joueur commence le match sur le terrain.